# Dyskografia Post Malone’a
Dyskografia amerykańskiego rapera Post Malone'a składa się z sześciu albumy studyjne, albumy kompilacyjne, jednego mixtape’u, czterdziestu sześciu teledysków i czterdziestu trzech singli.

## Albumy

### Albumy studyjne
| Rok  | Album | Najwyższa pozycja | Najwyższa pozycja | Najwyższa pozycja | Najwyższa pozycja | Najwyższa pozycja | Najwyższa pozycja | Najwyższa pozycja | Najwyższa pozycja | Najwyższa pozycja | Najwyższa pozycja | Ceryfikat |
| Rok  | Album | USA               | AUS               | CAN               | GER               | IRL               | NZ                | POL               | SWE               | SWI               | UK                | Ceryfikat |
| ---- | --- | ----------------- | ----------------- | ----------------- | ----------------- | ----------------- | ----------------- | ----------------- | ----------------- | ----------------- | ----------------- | --- |
| 2016 | Stoney - Wydany: 9 grudnia 2016 - Format: CD, digital download, LP - Wytwórnia: Republic                            | 4                 | 5                 | 5                 | 72                | 6                 | 3                 | –                 | 2                 | 48                | 10                | - US: 3x platynowa płyta - AUS: platynowa płyta - CAN: 2× platynowa płyta - NZ: 3x platynowa płyta - UK: platynowa płyta - POL: platynowa płyta       |
| 2018 | Beerbongs & Bentleys - Wydany: 27 kwietnia 2018 - Format: CD, digital download, LP - Wytwórnia: Republic            | 1                 | 1                 | 1                 | 4                 | 1                 | 1                 | –                 | 1                 | 3                 | 1                 | - US: 3x platynowa płyta - AUS: 2x platynowa płyta - CAN: 4× platynowa płyta - NZ: 4x platynowa płyta - UK: platynowa płyta - POL: 2x platynowa płyta |
| 2019 | Hollywood’s Bleeding - Wydany: 6 września 2019 - Format: CD, digital download, LP - Wytwórnia: Republic             | 1                 | 1                 | 1                 | 7                 | 1                 | 1                 | 18                | 3                 | 3                 | 1                 | - CAN: 2× platynowa płyta - POL: 3x platynowa płyta                                                                                                   |
| 2022 | Twelve Carat Toothache - Wydany: 3 czerwca 2022 - Format: CD, digital download, LP, streaming - Wytwórnia: Republic |                   |                   |                   |                   |                   |                   |                   |                   |                   |                   | - POL: złota płyta |

### Mixtape'y
| Rok  | Tytuł                                                                                       |
| ---- | ------------------------------------------------------------------------------------------- |
| 2016 | August 26th - Wydany: 12 maja 2016 - Format: CD, digital download, LP - Wytwórnia: Republic |

## Single
| Rok                                                | Singel                                                        | Najwyższa pozycja | Najwyższa pozycja | Najwyższa pozycja | Najwyższa pozycja | Najwyższa pozycja | Najwyższa pozycja | Najwyższa pozycja | Najwyższa pozycja | Najwyższa pozycja | Najwyższa pozycja | Certyfikat | Album                  |
| Rok                                                | Singel                                                        | USA               | AUS               | CAN               | GER               | IRL               | NZ                | POL               | SWE               | SWI               | UK                | Certyfikat | Album                  |
| -------------------------------------------------- | ------------------------------------------------------------- | ----------------- | ----------------- | ----------------- | ----------------- | ----------------- | ----------------- | ----------------- | ----------------- | ----------------- | ----------------- | --- | ---------------------- |
| 2015                                               | „White Iverson”                                               | 14                | –                 | 41                | –                 | 91                | –                 | –                 | –                 | –                 | –                 | - USA: 5x platynowa płyta - CAN: 2× platynowa płyta - UK: platynowa płyta | Stoney                 |
| 2015                                               | „Too Young”                                                   | –                 | –                 | –                 | –                 | –                 | –                 | –                 | –                 | –                 | –                 | - USA: platynowa płyta - CAN: platynowa płyta | Stoney                 |
| 2016                                               | „Go Flex”                                                     | 76                | –                 | 74                | –                 | 63                | –                 | –                 | 54                | –                 | 100               | - USA: 3x platynowa płyta - CAN: platynowa płyta - UK: srebrna płyta - POL: złota płyta                                                                                         | Stoney                 |
| 2016                                               | „Deja Vu” (gościnnie Justin Bieber)                           | 75                | –                 | 43                | –                 | –                 | –                 | –                 | –                 | –                 | 63                | - USA: platynowa płyta - AUS: platynowa płyta - CAN: platynowa płyta - UK: srebrna płyta                                                                                        | Stoney                 |
| 2017                                               | „Congratulations” (gościnnie Quavo)                           | 8                 | 30                | 14                | 88                | 35                | 21                | –                 | 34                | 77                | 26                | - USA: 9x platynowa płyta - AUS: 5x platynowa płyta - CAN: 6x platynowa płyta - NZ: 2x platynowa płyta - UK: platynowa płyta                                                    | Stoney                 |
| 2017                                               | „Rockstar” (gościnnie 21 Savage)                              | 1                 | 1                 | 1                 | 2                 | 1                 | 1                 | 22                | 1                 | 2                 | 1                 | - USA: 8x platynowa płyta - AUS: 8x platynowa płyta - CAN: 9x platynowa płyta - GER: 3x złota płyta - NZ: 2x platynowa płyta - UK: 3x platynowa płyta - POL: 3x platynowa płyta | Beerbongs & Bentleys   |
| 2017                                               | „I Fall Apart”                                                | 16                | 2                 | 20                | 84                | 15                | 1                 | –                 | 16                | 94                | 19                | - USA: 5x platynowa płyta - AUS: 7x platynowa płyta - CAN: 3x platynowa płyta - NZ: 3x platynowa płyta - UK: platynowa płyta - POL: złota płyta                                 | Stoney                 |
| 2017                                               | „Candy Paint”                                                 | 34                | 19                | 27                | –                 | 31                | 6                 | –                 | 39                | 97                | 65                | - USA: 2x platynowa płyta - AUS: 3x platynowa płyta - CAN: 2x platynowa płyta - NZ: platynowa płyta - UK: złota płyta                                                           | Beerbongs & Bentleys   |
| 2018                                               | „Psycho” (gościnnie Ty Dolla Sign)                            | 1                 | 1                 | 1                 | 6                 | 2                 | 2                 | –                 | 1                 | 11                | 4                 | - USA: 5x platynowa płyta - AUS: 5x platynowa płyta - CAN: 3x platynowa płyta - NZ: platynowa płyta - UK: platynowa płyta - POL: złota płyta                                    | Beerbongs & Bentleys   |
| 2018                                               | „Ball For Me” (gościnnie Nicki Minaj)                         | 16                | 14                | 7                 | 73                | 23                | –                 | –                 | 47                | –                 | 70                | - USA: platynowa płyta - AUS: platynowa płyta - UK: srebrna płyta | Beerbongs & Bentleys   |
| 2018                                               | „Better Now”                                                  | 3                 | 2                 | 3                 | 11                | 4                 | 1                 | 46                | 1                 | 12                | 6                 | - USA: 4x platynowa płyta - AUS: 5x platynowa płyta - CAN: 5x platynowa płyta - NZ: 2x platynowa płyta - UK: platynowa płyta - POL: 2x platynowa płyta                          | Beerbongs & Bentleys   |
| 2018                                               | „Sunflower” (z Swae Lee)                                      | 1                 | 1                 | 1                 | 36                | 3                 | 1                 | 81                | 4                 | 22                | 3                 | - USA: 3x platynowa płyta - AUS: 7x platynowa płyta - NZ: 2x platynowa płyta - UK: platynowa płyta - POL: 3x platynowa płyta                                                    | Hollywood's Bleeding   |
| 2018                                               | „Wow”                                                         | 2                 | 2                 | 3                 | 16                | 2                 | 1                 | –                 | 2                 | 11                | 3                 | - USA: platynowa płyta - AUS: 4x platynowa płyta - NZ: 2x platynowa płyta - UK: platynowa płyta - POL: platynowa płyta                                                          | Hollywood's Bleeding   |
| 2019                                               | „Goodbyes” (gościnnie Young Thug)                             | 3                 | 5                 | 5                 | 16                | 4                 | 5                 | –                 | 4                 | 12                | 5                 | - AUS: złota płyta - CAN: platynowa płyta - NZ: złota płyta - UK: srebrna płyta - POL: platynowa płyta                                                                          | Hollywood's Bleeding   |
| 2019                                               | „Circles”                                                     | 4                 | 2                 | 2                 | 17                | 2                 | 1                 | 49                | 7                 | 10                | 5                 | - CAN: złota płyta - POL: 3x platynowa płyta | Hollywood's Bleeding   |
| 2019                                               | „Enemies” (gościnnie DaBaby)                                  | 16                | 28                | 15                | –                 | –                 | 37                | –                 | 32                | –                 | –                 | | Hollywood's Bleeding   |
| 2019                                               | „Allergic”                                                    | 37                | 45                | 39                | –                 | –                 | –                 | –                 | 55                | –                 | –                 | | Hollywood's Bleeding   |
| 2019                                               | „Take What You Want” (gościnnie Ozzy Osbourne i Travis Scott) | 8                 | 30                | 8                 | –                 | 37                | 30                | –                 | 24                | –                 | 22                | - POL: złota płyta | Hollywood's Bleeding   |
| 2021                                               | „Motley Crew”                                                 |                   |                   |                   |                   |                   |                   |                   |                   |                   |                   | - POL: złota płyta | Singel bezalbumowy     |
| 2021                                               | „One Right Now” (oraz The Weeknd)                             |                   |                   |                   |                   |                   |                   |                   |                   |                   |                   | - POL: złota płyta | Twelve Carat Toothache |
| 2022                                               | „I Like You (A Happier Song)” (gośc. Doja Cat)                |                   |                   |                   |                   |                   |                   |                   |                   |                   |                   | - POL: złota płyta | Twelve Carat Toothache |
| "–" Singel nie został wydany bądź nie był notowany |                                                               |                   |                   |                   |                   |                   |                   |                   |                   |                   |                   | |                        |

## Teledyski
| Rok  | Tytuł                                | Reżyseria                  |
| ---- | ------------------------------------ | -------------------------- |
| 2015 | „White Iverson”                      | Van Alpert                 |
| 2015 | „Too Young”                          | John Rawlins               |
| 2015 | „Boy Bandz”                          |                            |
| 2016 | „Go Flex”                            | James DeFina, Chris Velona |
| 2017 | „Congratulations” (gościnnie: Quavo) | James DeFina               |
| 2017 | „Rockstar” (gościnnie: 21 Savage)    | Emil Nava                  |
| 2018 | „Psycho” (gościnnie: Ty Dolla Sign)  | James DeFina               |
| 2018 | „Better Now”                         | Adam Degross               |
| 2019 | „Wow”                                | James DeFina               |
| 2019 | „Wow (Remix)”                        | Chris Villa, James DeFina  |
| 2019 | „Goodbyes” (gościnnie: Young Thug)   | Colin Tilley               |
| 2019 | „Circles”                            | Colin Tilley               |
| 2019 | „Saint-Tropez”                       | Chris Villa                |